# Townsend Harris

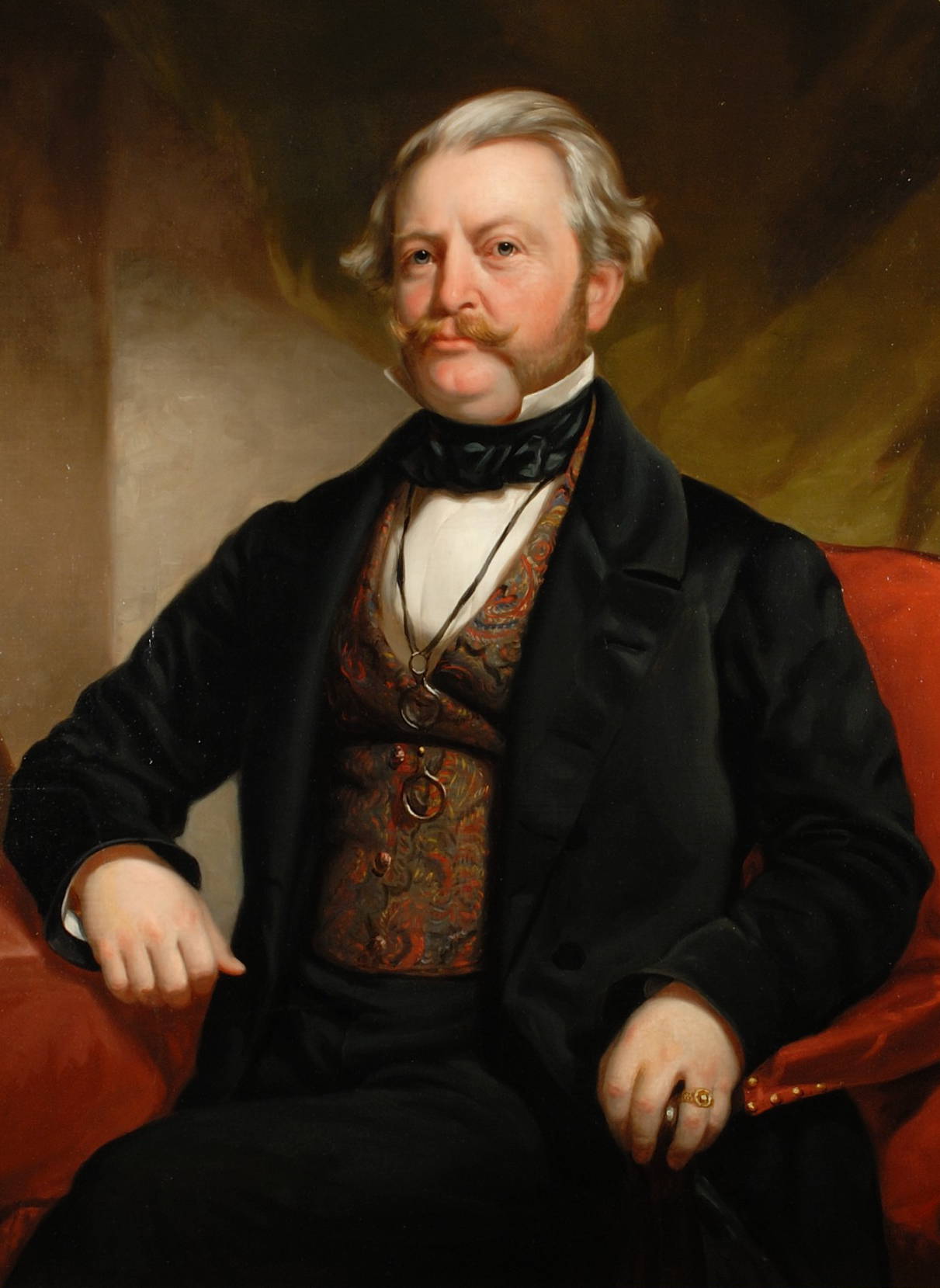
Townsend Harris im Jahr 1855, Porträt von James Bogle

Townsend Harris (* 3. Oktober 1804 in Sandy Hill; † 25. Februar 1878 in New York City) war ein US-amerikanischer Kaufmann und Politiker. Als erster Konsul der Vereinigten Staaten in Japan verhandelte er zwischen beiden Staaten den nach ihm benannten Harris-Vertrag.

## Leben
Townsend Harris wurde am 3. Oktober 1804 in Sandy Hill (jetzt Hudson Falls) im Bundesstaat New York als Sohn eines Hutmachers geboren. 
Nach Abschluss der örtlichen Primarschule ging er im Jahre 1817 nach New York, wo er zunächst als Angestellter im Laden seines Bruders zu arbeiten anfing, welcher unter anderem Porzellan und Seide aus China importierte. Das Geschäft entwickelte sich erfolgreich, und Harris kam zu beträchtlichem Wohlstand, auch weil er sich früh am Immobilienhandel in New York beteiligte, der seit dem Jahr 1811 einen deutlichen Aufschwung erlebte. 

Neben seiner Arbeit bildete sich Harris stetig weiter, las viel und lernte mehrere Fremdsprachen, unter anderem Französisch, Spanisch und Italienisch. Sein Interesse an Bildung und sein gestiegener Einfluss als erfolgreicher Geschäftsmann führten schließlich im Jahre 1840 zu seiner Wahl in die New Yorker Oberste Schulbehörde, deren Leitung er im Jahre 1846 übernahm. 

Eine seiner wichtigsten Amtshandlungen war die Gründung der Free Academy of the City of New York, einer kostenlosen Bildungsanstalt für Arbeiter, aus der später das City College of New York hervorgegangen ist. Die Einrichtung der Akademie setzte er trotz Widerständen in der Stadtverwaltung mithilfe eines Referendums durch. Nach dem Tod seiner Mutter im Jahre 1847 zog er sich aus der Politik zurück und siedelte nach Kalifornien über. Dort kaufte er ein Schiff und begann mit dem Handel mit China, Niederländisch-Indien und Britisch-Ostindien. 
 Im Jahre 1853 bemühte sich Harris um die Stelle der Konsuls in Hongkong oder Kanton, wurde aber stattdessen nach Ningpo (heute Ningbo), eine Küstenstadt im Osten Chinas, bestellt. Weil er mit dieser Entscheidung unzufrieden war, bat er seinen alten Freund, den Außenminister William Marcy, ihm die Stelle des Konsuls in Japan zu geben.

### Japan
Im Jahre 1855 wurde Harris durch Präsident Franklin Pierce zum Konsul in Japan ernannt und im August 1856 traf er, mit der Aufgabe betraut, ein Handelsabkommen zwischen den USA und Japan zu verhandeln, in Shimoda ein. 
 Harris spielte neben den anderen westlichen Diplomaten Dirk de Graeff van Polsbroek, Rutherford Alcock und Gustave Duchesne, Prince de Bellecourt eine wichtige Rolle im Japan der 1850er und 1860er Jahre. Vor der offiziellen Öffnung des Hafens von Yokohama am 1. Juli 1859 traf sich Harris mit De Graeff van Polsbroek und Alcock zum Austausch. Die Beziehung zwischen Harris und De Graeff van Polsbroek war eine innige, was auch durch diverse Besuche dokumentiert ist. Am 15. Jänner 1861 erlag Hendrick Heusken, ein bei Harris in Edo als Sekretär und Dolmetscher angestellter niederländischer Staatsbürger seinen Verwundungen, die er Tags davor durch einen Angriff antiwestlicher Rōnin (Samurai) erhielt. Harris blieb bis Ende 1861 in Japan und setzte sich danach in New York zur Ruhe, wo er am 25. Februar 1878 starb.

## In der Populärkultur
Im Film Der Barbar und die Geisha (The Barbarian and the Geisha, 1958) von John Huston wurde Harris in der Hauptrolle durch John Wayne verkörpert.